# Nonfiction (álbum de Abney Park)
Nonfiction es el decimonoveno álbum de estudio de  la banda estadounidense Abney Park. Es un álbum recopilatorio que incluye catorce canciones de álbumes anteriores.

## Lista de canciones
| N.º | Título                              | Duración |  |
| 1.  | «Ripples of Epiphany»               | 3:52     |  |
| 2.  | «Can’t talk about it»               | 3:18     |  |
| 3.  | «In Time»                           | 4:01     |  |
| 4.  | «Escape the Ground»                 | 4:30     |  |
| 5.  | «I’m Glad I lost you»               | 2:57     |  |
| 6.  | «Ancient World»                     | 4:30     |  |
| 7.  | «Night Train from Saint Petersburg» | 3:31     |  |
| 8.  | «Proteger tus Sueños»               | 3:13     |  |
| 9.  | «Not Silent»                        | 4:05     |  |
| 10. | «Away from the Tings of Man»        | 3:23     |  |
| 11. | «Tricked the Machine»               | 4:04     |  |
| 12. | «Whole Life Crisis»                 | 3:03     |  |
| 13. | «Victoria»                          | 4:41     |  |
| 14. | «Neither One Let’s go»              | 3:11     |  |

## Créditos
- Robert Brown - voz, derbake, acordeón diatónico, armónica, buzuki
- Jody Ellen - voces secundarias
- Kristina Erickson - teclado, piano
- Josh Goering - guitarra
- Titus Munteanu - violín
- Nathaniel Johnstone - guitarra, violín
- Daniel Cederman - bajo guitarra acústica